# Misaki Onishi
Misaki Onishi (japanisch 尾西 美咲 Onishi Misaki; * 24. Februar 1985 in Ise) ist eine ehemalige japanische Leichtathletin, die sich auf den Langstreckenlauf spezialisiert hat.

## Sportliche Laufbahn
Erste internationale Erfahrungen sammelte Misaki Onishi im Jahr 2013, als sie bei den Weltmeisterschaften in Moskau mit 16:16,52 min in der Vorrunde im 5000-Meter-Lauf ausschied. Im Jahr darauf belegte sie bei den Asienspielen in Incheon in 15:37,60 min den siebten Platz und 2015 gelangte sie bei den Weltmeisterschaften in Peking mit 15:29,63 min im Finale auf den 14. Platz. Im Jahr darauf nahm sie über 5000 Meter an den Olympischen Sommerspielen in Rio de Janeiro teil und verpasste dort mit 15:29,17 min den Finaleinzug. 2017 bestritt sie ihre letzten offiziellen Wettkämpfe und beendete daraufhin ihre aktive sportliche Karriere im Alter von 32 Jahren.
In den Jahren 2013, 2015 und 2016 wurde Onishi japanische Meisterin im 5000-Meter-Lauf.

## Persönliche Bestzeiten
- 3000 Meter: 9:00,32 min, 9. Juli 2017 in Kitami
- 5000 Meter: 15:16,82 min, 2. Mai 2015 in Palo Alto
- Halbmarathon: 1:11:16 h, 3. Februar 2013 in Marugame